# Xã Smith, Quận Belmont, Ohio
Xã Smith (tiếng Anh: Smith Township) là một xã thuộc quận Belmont, tiểu bang Ohio, Hoa Kỳ. Năm 2010, dân số của xã này là 1.543 người.